# Elektrická jednotka 560
Elektrická jednotka řady 560 byla elektrická jednotka sériově vyráběna v letech 1970–71 v závodě Vagónka Tatra Studénka pro Československé státní dráhy. Sérii předcházely dvě třívozové prototypové jednotky s řídicími vozy, vyrobené již v roce 1966 a označené řadou SM 487.0. Z důvodu nedodržení nápravových tlaků bylo označení změněno na SM 488.0. Při vývoji vycházeli konstruktéři ze zkušeností s jednotkami ř. EM 475.0 a EM 475.1 pro stejnosměrný systém. Sériově byly tyto jednotky dodávány v pětivozovém provedení se dvěma čelními hnacími vozy a třemi vloženými vozy. Konstrukce vozidlových skříní pak byla použita i pro stejnosměrné jednotky ř. 460. Jednotka jezdila v Československu, po rozdělení na Slovensku a České republice. Pravidelné nasazování těchto jednotek skončilo v červnu 2022.
Zvláštností těchto jednotek (na rozdíl od jednotek ř. 460) je skupinový pohon dvojkolí. Trakční motor je uložen ve skříni vozidla a kroutící moment je pomocí Kardanových hřídelí přenášen na obě nápravy podvozku. Odlehčení podvozku mělo za cíl zlepšení jízdních vlastností vozidla a omezení účinků na trať, zejména ve srovnání s běžně užívanými tlapově uloženými motory. Řízení výkonu je v původním provedení realizováno pomocí tyristorových usměrňovačů kombinujících fázové řízení s bezkontaktním spínáním čtyř sekcí sekundárního vinutí transformátoru.
Jednotek bylo vyrobeno 17 a byly přiděleny do lokomotivních dep v Brně a Trnavě (Slovensko); na Slovensku poslední jednotky dojezdily v dubnu 2014, v České republice byl pravidelný provoz ukončen v červnu 2022. Prototypové jednotky, které měly zprvu také odlišný systém regulace pohonu, byly přestavěny a spojeny do jedné jednotky v provedení blízkém sériovému. V srpnu 2002 u Českých drah byly do Brna přesunuty vložené vozy z ústeckých jednotek 460. V letech 2003 až 2005 byly do brněnských jednotek doplněny vložené vozy z ústeckých jednotek 460 a jednotky se tak staly šestivozovými. V roce 2008 zakoupily České dráhy od Železničné spoločnosti Slovensko elektrické vozy 560.015 a 560.019 spolu se čtyřmi vloženými vozy ř. 063.
V roce 2002 šumperská firma Pars nova zahájila modernizace jednotek pro ČD, mimo jiné s dosazením polovodičového měniče firmy Polovodiče. K regulaci výkonu jsou zde použity IGCT tyristory. Do roku 2009 bylo takto modernizováno šest šestivozových jednotek. Na rekonstrukci dalších čtyř jednotek (včetně dosud neprovozní odkoupené slovenské 560.015/019) bylo v září 2010 vyhlášeno výběrové řízení.
V roce 2015 byla natřena jednotka 560.023/024 do nátěru retro v provedení červeno-krémové.
Koncem roku 2020 byly jednotky zkráceny o jeden vůz na pětivozovou soupravu.
Poslední pravidelné nasazení těchto jednotek proběhlo dne 16. 6. 2022. Zachovány byly vozy 560.021, 560.023, 560.024, 060.032 a 060.033, které jsou od 4. 10. 2022 vedeny pod CHV Lužná u Rakovníka. Elektrický vůz 560.021 by měl posloužit jako zdroj náhradní dílů.[nenalezeno v uvedeném zdroji]

## Historické jednotky
- 560.023+060.032+060.033+560.024 (České dráhy, SÚ Maloměřice)